# Kapela Kalnička
Kapela Kalnička – wieś w Chorwacji, w żupanii varażdińskiej, w gminie Ljubešćica. W 2011 roku liczyła 268 mieszkańców.